# Stephen Chazen
Stephen I. Chazen, född 26 augusti 1946, död 22 september 2022, var en amerikansk företagsledare.
Chazen var president och vd för det multinationella petroleum- och naturgasbolaget Occidental Petroleum Corporation och styrelseordförande för branschorganisationen American Petroleum Institute (API).
Han avlade en kandidatexamen i geologi vid Rutgers University, en master of business administration vid University of Houston och en doktorsexamen i geologi vid Michigan State University.
Mellan 1982 och 1994 arbetade han inom den konkursade investmentbanken Merrill Lynch & Co., Inc. (ingår nu i Bank of America Corporation) och där han hade olika chefsbefattningar som president för bland annat Corporate Finance och Mergers and Acquisitions (företagsförvärv). Under 1994 valde han att byta arbetsgivare och började arbeta för Occidental Petroleum Corporation som en exekutiv vicepresident för deras avdelning Corporate Development. 1999 blev han utsedd som ny CFO för koncernen. 2002 blev han och koncernens vd Dr. Ray R. Irani utsedda att ingå i styrelsen för det multinationella kemisk-tekniska producenten Lyondell Chemical Company (nu LyondellBasell Industries) i och med en affär mellan Occidental och Lyondell rörande Occidentals aktieinnehav i kemikalietillverkaren Equistar Chemicals samtidigt som Occidental köpte en aktiepost i Lyondell. 2004 blev Chazen befordrad från avdelningen Corporate Development för att helt ingå i koncernledningen som senior exekutiv vicepresident där hans ansvarsområden var bland annat strategi, utveckla koncernen, marknadsföring av Occidentals petroleum-, naturgas- och kemikalieprodukter, samtidigt som han fortsatte som koncernens CFO. Den 14 december 2007 meddelade Occidentals styrelseordförande och vd Dr. Irani att han skulle avsäga sin position som president för koncernen och de hade befordrat Chazen till att bli efterträdaren, hans ansvarsområde var nu att leda och övervaka koncernens prospekteringar efter petroleum och naturgas. Den 3 mars 2008 hade den amerikanska bankgruppen Washington Mutual, Inc. valt Chazen som ny ledamot för bankens styrelse. Den 6 februari 2009 meddelade Washington Mutual att han skulle hoppa av styrelsejobbet den 1 mars samma år i och med att banken hade kollapsat året innan i och med 2007-2008 års globala finanskris. Den 2 augusti 2010 meddelade Occidental att man hade utsett honom till koncernens COO samtidigt som han behöll president-posten, han blev samtidigt ersatt på CFO-posten av James M. Lienert. Den 14 oktober samma år offentliggjorde koncernen att deras vd Dr. Irani hade meddelat styrelsen att han hade som avsikt att avgå som vd och styrelsen hade då utsett Chazen som efterträdaren, en position han tillträdde i maj 2011. Anledningen till det var att det hade börjat gro missnöje från aktieägarna om att Dr. Irani fick för vidlyftiga kompensationer och via förlikning mellan parterna tvingades Irani att avgå som vd. Dr. Irani var dock kvar som styrelseordförande. Under 2013 började det komma rapporter om att det var spänningar inom Occidental och mellan Irani och Chazen, där Irani med styrelsen meddelade offentligt att man hade för avsikt att ersätta Chazen som företagets president och vd. Något som majoriteten av aktieägarna och främst några av storägarna First Pacific Advisors LLC, Cambiar Investors LLC and Livermore Partners tyckte inte det och fick med sig andra aktieägare och röstade bort Irani som styrelseordförande och kuppen om att avsätta Chazen gick i tomma intet. Den 11 november 2013 meddelade American Petroleum Institute (API), som är USA:s största branschorganisation för petroleum- och naturgasindustrin, att man hade valt Chazen som ny styrelseordförande. Han tillträdde posten den 1 januari 2014.